# Pegnitzschäfer-Klangkonzepte
Die Pegnitzschäfer-Klangkonzepte sind ein Nürnberger Ensemble für Neue Musik und interdisziplinäre Kunstprojekte.

## Geschichte
1981 wurde das Ensemble als Neue Pegnitzschäfer. Verein für neue Musik und selten gespielte Musik in Nürnberg gegründet. Erster Vorsitzender war Ulf Klausenitzer (Geiger), der damals auch die Leitung des Bayerischen Kammerorchesters innehatte. Weitere Gründungsmitglieder waren Heiner Eckardt-Meneghelli (Dramaturg), Wilfried Krüger (Hornist) und Hermann Schwander (Schlagzeuger). Der Name Neue Pegnitzschäfer wurde in Anlehnung an die Tradition des Pegnesischen Blumenordens gewählt; beim ersten Konzert des Ensembles im März 1982 erklang als Hommage eine Arie aus dem Seelewig von Harsdörffer und Staden. Später erfolgte die Umbenennung in KlangKonzepteEnsemble der Neuen Pegnitzschäfer, 2014 in Pegnitzschäfer-Klangkonzepte.
1986 übernahm Wilfried Krüger die künstlerische Leitung des Ensembles. Er initiierte szenische und multimediale Projekte, regelmäßige Auftritte im Theater in der Garage in Erlangen unter anderem mit Sonnenuntergang im Prater – Wien des Fin de Siècle (1988) und in der Nürnberger Tafelhalle (ab 1987), ein Gesprächskonzert mit Oskar Sala (1988) und die Einladung der von Albrecht Dümling und Peter Girth rekonstruierten Ausstellung Entartete Musik ins Germanische Nationalmuseum (1989/90).
Seit 2001 gestaltet das Ensemble eine Reihe mit Konzerten und Performances im Neuen Museum Nürnberg. Gäste und Partner des Ensembles waren Christiane Edinger, Moritz Eggert, Christian Gabriel, Werner Heider, Stefan Hippe, Elizabeth Kingdon, Irene Kurka, Siegfried Mauser, Monika Teepe, Stephan Wunderlich, Hans Rudolf Zeller, Radoslaw Szarek und andere.
Langjähriger Ehrenpräsident des Ensembles war der Komponist Klaus Hashagen.

## Ehrungen
- 1986 Stern des Jahres der Abendzeitung
- 1991 Nürnberg-Stipendium
- 2001 Förderpreisträger Wolfram-von-Eschenbach-Preis des Bezirks Mittelfranken

## Uraufgeführte Werke
- Volker Blumenthaler: ...nicht mit Rosenwasser gemacht... für Sopran, Sprecher, Blechbläserquintett und Schlagzeug (2019); Texte: Hans Sachs, Artistophanes, Anita Augspurg, Hilde Dohm und Rosa Luxemburg
- Dieter Buwen: Zentren/Peripherien für Kammerensemble (13 Spieler, 2011), Kanne Blumma für Sopran und Ensemble (7 Spieler, 2014)
- Martin Daske (Musik), Alexandra Rauh (Choreographie), Beate Terfloth (Farblichtkomposition): In großer Angst geschrieben (2004/05). Mixed Media Performance. Texte: Unica Zürn
- Christian Gabriel: Crucifixion (2010) für 4 Hörner und Saxophon; Der Hitler muss weg (2015, Georg Elser-Jazz-Oratorium nach einem Ideenkonzept von Wilfried Krüger)
- Klaus Hashagen: Sechs Corniaturen (1997) für Horn und Ensemble
- Werner Heider: Drittes Streichquartett (2019)
- Hans-Joachim Hespos: spink (1993). Dunkelszene für Nonett (Heckelphon, Kontrabasssarrusophon, Bassklarinette, Horn / Wagnertuba, Basssaxophon, Cimbasso, Sousaphon, Kontrabass, Techniker), Videolen, Flügel und Pauke
- Eva-Maria Houben: aus den fliegenden blättern eines fahrenden waldhornisten  (2013)
- Wilfried Jentzsch: Paysage FLG (84) für Flöte und Elektronik
- Peter Kiesewetter: Tagelieder (1982/85) für Sopran, Horn und Klavier. Texte: Diepold von Hohenburg, Wolfram von Eschenbach
- Hans Kraus-Hübner: Paraphrase über die Meistersinger von Nürnberg für 3 Blechbläser (2015)
- Hans Kraus-Hübner (Musik) / Michaela Moritz (Libretto): Liebesfluch. Der Schrei der Schwester (2011). Opernskizze
- Andreas Kunstein: 10 Epigramme, bearbeitet für Akkordeon von Marko Kassl (2014); 3 Stücke für Bassklarinette und Klavier (2013)
- Stefan Lienenkämper: Streichtrio in vier Episoden (2017)
- Horst Lohse: Die Abenteuer des schönen Mahan. Ballett (1. Fassung, 1979/80), mit Klavier zu 4 Händen und Schlagzeug (2 Spieler); Prelude of Spring (2000) für Violine, Horn und Harfe (nach dem gleichnamigen Bild von Hans Hofmann); La siesta del tropico (1988/2006; Text: Rubén Darío) für Stimme, Klarinette, Akkordeon und Schlagzeug; Doppelter Abschied (2009) für Quintett
- Horst Lohse (Musik) / Michael Herrschel (Libretto): Sabelita-Szenen (2010/11). Opernskizze
- Karsten Neumann, Dieter Trüstedt und Wilfried Krüger: voyage de café (2008) für Laptop, Soundtrack, Stimme, Horn und Kaffeekocher
- Manfred Niehaus: Denk ich an Nürnberg… (1982) für Violine, Horn und Klavier
- Karola Obermüller (Musik) / Gabriele Strassmann (Libretto): Kohlenmonoxyd (2006). Musiktheaterstück
- Michael Obst: The Wind (2000) für Violine, Horn und Live-Elektronik
- Kurt Dietmar Richter: Gesänge des Andreas Gryphius (2003) für Sopran, Horn und Harfe
- Jorge Rotter: Musik für Blechbläser (2000)
- Rainer Rubbert: Extraits (2008) für Klarinette / Horn / Fagott
- Andreas Schäfer (Musik) / Klaus Missbach (Text) / Wilfried Krüger (Idee): …aus der Disco rasen und entsetzte Passanten fragen, ob sie Deutsche sind (1991). Konzertante Auseinandersetzung für Stimmen und Ensemble
- Johannes Schachtner: ex machina (2020) Musik für Horn, Klavier und Orgel im Raum
- Franz Schillinger: Veränderliche Langsamkeiten III (2002) Violine, Horn und Live-Elektronik; 13 apostatische Sequenzen (2003) für Horn, Orgel und Elektronik, Chroma II und III (2003) für Gitarre; Environment für 3 Keyboards
- Roland Schmidt: Der Gaukler. Eulenspiegelei (2000) für Blechbläsertrio
- Christoph Staude: Kodex (2001) für Sopran und 7 Instrumentalisten (Text: aus dem Nürnberger Kodex des IPPNW, 1947)
- Maxim Seloujanov: Sanktionen für Flöte, Klarinette, Tuba, Violine und Klavier (2014)
- Gerhard Stäbler: demnach (2010). Entfaltetes Quartett für Horn solo und Aktionsgruppen mit Skateboards, Betonmischmaschinen und Staubsauger (ad libitum)
- Walter Steffens: Revue der Neuen Wilden (1991) für Ensemble (nach Bildern von Helmut Middendorf, Salomé, A. R. Penck und Elvira Bach)
- Uwe Strübing: In-Orzismus (2000) für Sprecher, Horn, 2 Trompeten, 2 Posaunen und Schlagzeug
- Diego Tedesco: Scherzo für Horn, Violine, Viola und Violoncello (2018)
- Knut Vaage: Someone Sinfonietten (2014)

## Rezeption
„Jetzt stand Rothko Chapel als eines der wichtigsten Werke der Musik der 1970er Jahre im Mittelpunkt dieses Nürnberger All-Feldman-Programms der Pegnitzschäfer: die Lobby des Museums war total überfüllt, die ‚Klangkonzepte‘ sind ganz offenbar das führende Format für Neue Musik in Nürnberg geworden.“